# Бадгуведорп
Бадгуведорп (нід. Badhoevedorp) — місто в нідерландській провінції Північна Голландія. Входить до муніципалітету Гарлеммермер.
Його площа становить 9,09 км², а населення станом на 2021 рік складало 13 290 осіб.

## Визначні уродженці
- Свен Ботман (2000) —  нідерландський футболіст, захисник